# Henri Alain Liogier
Henri Alain Liogier (Chomelix, 31 januari 1916 - 9 november 2009) was een Frans botanicus en arachnoloog. Hij wordt in de taxonomie-indeling afgekort tot Alain. 

## Loopbaan
Liogier studeerde in 1940 af en promoveerde in 1945 in de natuurwetenschappen bij de Universiteit van Havanna. In 1950, 1953 en 1957 kreeg hij een Guggenheimstipendium. Van 1955  tot 1962 was hij werkzaam als wetenschappelijk medewerker aan de Harvard-universiteit; de daarop volgende jaren gaf hij les als hoogleraar aan universiteiten in de Verenigde Staten en in de Dominicaanse Republiek. In 1978 werd hij benoemd tot taxonoom bij de botanische tuin van de Universiteit van Puerto Rico. 
Liogier schreef meer dan 100 wetenschappelijke artikelen en meer dan 30 boeken over botanie. Verder ontdekte hij meer dan 300 nieuwe plantensoorten,  die werden overgebracht naar de New York Botanical Garden, waar Liogier werkte. Hij bracht van zijn expedities naar Cuba, Hispaniola en Puerto Rico meer dan 45.000 herbarium-exemplaren mee. 
Belangrijke werken van Liogier behandelden onder meer de  flora van Cuba, Hispaniola en Puerto Rico. Hij was lid van de National Academy of Sciences en de eerste wetenschappelijke directeur van de National Botanical Garden in de Dominicaanse Republiek. 
Liogier werd ook wel Brother Alain, Enrique Eugenio Liogier de Sereys Allut en Henri Eugene Liogier de Sereys Allut genoemd. Naar hem werden soorten als Terpsichore liogieri, Scolosanthus liogieri, Eleocharis liogieri en Psychotria liogieri genoemd.

## Werken
- Notas taxonómicas y ecológicas sobre la flora de Isla de Pinos, 1946
- Flora de Cuba, 1962
- A Biosystematic Study of North American Thlaspi Montanum and Its Allies, 1971
- La flora de la Española: Análisis, origen probable, 1978
- Antillean Studies, 1981
- La flora de la Española, I, 1982
- La flora de la Española, II, 1983
- La flora de la Española, III, 1985
- Descriptive Flora of Puerto Rico and Adjacent Islands, Bd. 1: Spermatophyta: Casuarinaceae to Connaraceae, 1985
- La flora de la Española, IV, 1986
- Descriptive Flora of Puerto Rico and Adjacent Islands, Bd. 2: Spermatophyta: Leguminoseae to Anacardiaceae, 1988
- La flora de la Española, V, 1989
- Plantas medicinales de Puerto Rico y del Caribe, 1990
- Naturalized Exotic Species in Puerto Rico, 1991
- La flora de la Española, VI, 1994
- Descriptive Flora of Puerto Rico and Adjacent Islands, Bd. 3: Spermatophyta: Cyrillaceae to Myrtaceae, 1994
- Descriptive Flora of Puerto Rico and Adjacent Islands, Bd. 4: Spermatophyta: Melastomatacere to Lentibulariaceae, 1995
- La flora de la Española, VII, 1995
- La flora de la Española, VIII, 1996
- Descriptive Flora of Puerto Rico and Adjacent Islands, Bd. 5: Spermatophyta: Acanthaceae to Compositae, 1997
- Flora of Puerto Rico and Adjacent Islands: A Systematic Synopsis, 1999
- La flora de la Española, IX, 2000